# Cheffois
Cheffois é uma comuna francesa na região administrativa da Pays de la Loire, no departamento de Vendéia. Estende-se por uma área de 18,63 km². Em 2010 a comuna tinha 1 006 habitantes (densidade: 54 hab./km²).